# 山梨縣公安委員會
山梨縣公安委員會（日语：／ Yamanashiken kō'an-i'inkai */?）是由山梨縣知事所轄，負責管理山梨縣警察的行政委員會，由3名委員組成。

## 委員
- 委員長
  - 赤岡利行
- 委員
  - 石川恵
  - 小野堅太郎

## 下部組織
- 山梨縣警察

## 外部連結
- 山梨県公安委員会 （页面存档备份，存于）